# Mecyclothorax flavomarginatus
Mecyclothorax flavomarginatus är en skalbaggsart som beskrevs av Britton 1948. Mecyclothorax flavomarginatus ingår i släktet Mecyclothorax och familjen jordlöpare. Inga underarter finns listade i Catalogue of Life.